# Matthias Krings
Matthias „Metty“ Krings (* 13. September 1943 in Gerolstein; eigentlich Peter Paul Krings) ist ein deutscher Fernsehmoderator, Sänger, Schauspieler und Produzent. Er besitzt seit 1997 die luxemburgische Staatsbürgerschaft.

## Leben
Krings wuchs im saarländischen Fremersdorf auf und ging in Dillingen auf das Gymnasium. Nach seinem Abitur studierte er zunächst Grafik an der Kunstschule Saarbrücken und wurde Kunsterzieher. Seine letzte Stelle als Lehrer war an der Realschule in Saarburg.
Während seines Studiums und seiner Lehrerzeit betätigte er sich als Chansonnier und Liedermacher, auf den Funk und Fernsehen bereits früh aufmerksam wurden. Beim Chanson-Festival auf Burg Waldeck war er 1965 neben Hanns Dieter Hüsch und Reinhard Mey als einer der Interpreten vorgesehen, verließ das Festival jedoch vorzeitig, da ihm die Themen der dargebotenen Lieder nicht zusagten. 1972 gewann Krings einen Wettbewerb im Stern, einen Titel für die Band The Hollies zu schreiben; da diese Band sich jedoch bald trennte, sang der Interpret Jimmy Page das Lied.
Als Teilnehmer einer Erwachsenenmannschaft seiner Schule nahm er im Jahr 1972 an der Fernsehsendung Punkt, Punkt, Komma, Strich teil und wurde während der Aufzeichnung von Frank Elstner angesprochen. Krings bewarb sich daraufhin bei Elstner und wechselte, nachdem er seinen Schuldienst quittiert hatte, im Jahre 1974 als Moderator zu Radio Luxemburg. Zu seinen bekanntesten Radiosendungen zählten die Hörergrußlotterie, Metty’s Party, RTL-Party, die Schlaue Stunde und Der fröhliche Wecker. 1987 verließ Krings die Radioabteilung von RTL.
Ab 1984 führte er regelmäßig bei RTL plus durch das Programm und war Moderator verschiedener Sendungen (Die 12, Wer bin ich?). Als ausgebildeter Pädagoge wurde Krings im sich entwickelnden Sender Bereichsleiter für Kinder- und Jugendprogramme und war ab 1984 regelmäßig und ab 1988/89 hauptsächlich als Moderator von Kindersendungen zu sehen. Seine erste Kindersendung war RTL Mini-Plus (1984–1986), seine bekannteste Sendung war aber sicher der Li-La-Launebär (1988–1994).
1993 gründete Matthias Krings zusammen mit seiner Frau Bibi Wintersdorf die Produktionsfirma Mettymedia. Neben den von ihm moderierten Sendungen produzierte Krings auch zahlreiche weitere Programme wie Der HAIsse Stuhl (eine Kinder-Version von Explosiv – Der heiße Stuhl) oder die Kinderhitparade MiniStars. Krings entwickelte ebenso Sendungen für das ZDF, den KI.KA, ProSieben und Super RTL.
Krings' letzte Sendung im Fernsehen war das Super-RTL-Format Super, Metty! (1998–1999). Seither hat er sich eher auf seine musikalische Karriere konzentriert und mehrere CDs mit Kinderliedern produziert, die einmal mit Gold ausgezeichnet wurden. 2005 startete im Theater Trier das von Krings geschriebene Musical Metty und die Mettymäuse, in dem er auch die Hauptrolle spielte. Weniger bekannt, aber nicht minder erfolgreich verlief seine Karriere als Songschreiber für das Heimat-Duo Judith & Mel, für das er unter anderem Titel wie „Am alten Leuchtturm“, „Du, hör mal“ und „Mein Hawaii heißt Norderney“ schrieb. Der bis dato größte Erfolg wurde das Lied „Land im Norden“ mit der Verleihung einiger Volksmusik-Preise. Seit 2009 hat Krings auch wieder eigene Chansons komponiert und tourte 2010 zusammen mit Peter Klasen mit seinem Programm LebensVerfahrungen durch kleine Etablissements und Open-Air-Auftritte.
Ab dem 15. September 2008 moderierte Metty zusammen mit Axel Fitzke eine Radiosendung auf dem mittlerweile eingestellten Sender De Neie Radio (DNR, Luxemburg) von 17:00 – 19:00. Für das luxemburgische Magazin Télécran schreibt er außerdem wöchentliche Kolumnen über das Fernsehen.
Privat lebte Matthias Krings in Dillingen/Saar, dann lange Zeit in Luxemburg, wo er schon zu Zeiten bei RTL Radio Bibi Wintersdorf (unter anderem Produzentin zahlreicher Sendungen im RTL-Kinderprogramm, ZDF, Super RTL) kennengelernt hatte, die er 1992 nach neun Jahren heiratete. Beide waren bis 2008 verheiratet und haben eine Tochter.
Inzwischen lebt Krings in Trier-Zewen.

## Fernsehsendungen (Auswahl)
| - Hitquick (RTLplus, 1984) - RTL Mini-Plus (RTLplus, 1984–1986) - Die 12 (RTLplus, 1985) - Wer bin ich? (RTLplus, 1985–1988) | - Metty kommt (RTLplus, 1987) - Musi mit Metty (RTLplus, 1988) - Li-La-Launebär (RTL, 1989–1994) - Hanna-Barbera Party (RTL, 1992–1994) | - Comix (RTL, 1993–1994) - Mettys Mäuse-Marathon (ZDF) - Super, Metty! (Super RTL, 1998–1999) |

## Diskographie (Auswahl)
| - Li-La-Launelieder (DE: Gold) - Li-La-Launebär – Neue Lieder (1992) | - Metty und die Mettymäuse – Lieder zum Mäusemelken (1995) - Metty und die Mettymäuse – Weihnachtszeit im Mäuseland (1995) - Super, Metty! (1998) |